# 父に奏でるメロディー
『父に奏でるメロディー』（ちちにかなでるメロディー）は、佐藤千亜妃がチェロを演奏するドラマ。

## 放送日
- 2005年11月30日 - NHK BSハイビジョン
- 2006年6月23日 - NHK総合で再放送

## キャスト
- 野波正男:小林薫
- 野波加奈:佐藤千亜妃
- 佐藤勇二:國村準
- 井上小夜子:高橋ひとみ
- 井上健太:宮崎将
- 斉木弁護士:段田安則
- 杉本弁護士:渋谷哲平
- 須藤社長:宝田明
- 竹富一郎:寺田農
- 山際恭三:山本學

## スタッフ
- 演出 - 西谷真一
- 脚本 - 相良敦子
- 音楽 - 菅野よう子
- チェロの演奏 - 溝口肇

## DVD
- NHKエンタープライズから発売
- 佐藤千亜妃と山本學のインタビューも見ることができる